# Oligia laticlava
Oligia laticlava là một loài bướm đêm trong họ Noctuidae.